# 関口梨乃
関口 梨乃(せきぐち りの)は、日本の元AV女優。熟女系の女優。

## 略歴
2008年に『近親相姦 恥ずかしながら新人母』でAVデビュー。

## 作品
- 近親相姦 恥ずかしながら新人母 関口梨乃35歳（4月17日、タカラ映像）
- 近親相姦中出し白書（5月13日、イエローダック）
- 義理の母（5月15日、センタービレッジ）
- 不倫妻の生告白!淫らな体験教えちゃう!! 団地妻スペシャル!!中出し（5月25日、TMクリエイト）
- 豊潤麗し競泳水着（5月25日、Fitch）
- 続 友達の母親（6月12日、センタービレッジ）
- 禁断熟母 関口梨乃 35歳（7月2日、プレステージ）
- 闇に悶える熟美尻（7月3日、センタービレッジ）
- 教え子の母（7月19日、MARIA）
- 中出しソープ 麗しの熟女湯屋 新婚ラブラブ専門店（8月7日、グローバルメディアエンタテインメント）
- 淫刑嫁嬲り（8月7日、マドンナ）
- 【母子相姦外伝】親戚の叔母さん 関口梨乃38歳（9月13日、ルビー）
- 義母の疼き（9月25日、マドンナ）
- 昭和黒人ドラマ 黒人米兵と麗夫人 強制巨マラ肉体検査（10月8日、グローバルメディアエンタテインメント）
- 淫刑嫁嬲り 総集編（10月25日、マドンナ）他出演:神楽メイ、瀬戸ゆうき、川島めぐみ、竹内順子
- 汚された女上司（11月7日、マドンナ）
- スーパー美熟女セレクション Vol.9（11月11日、イエローダック）他9名出演
- 美熟女コレクション（11月13日、溜池ゴロー）他出演:高坂保奈美
- 豊潤麗し競泳水着BEST4時間（12月7日、Fitch）他出演:山口玲子、堀口奈津美、金子リサ、北島玲、松本亜璃沙
- 闇に悶える母と息子 総集編VOL.2（12月11日、センタービレッジ）他7名出演

- 独占!人の妻ワイドスペシャル もう許してこんなこと…恥ずかしいです
- 初撮り人妻中出しドキュメント 関口梨乃 山咲百合子
- 奥様欲情日記 奥さん まっ白いスケベ汁が垂れてますよ 課長さんやめてッ 主人が向こうで寝てるのよ （2008年7月21日、アテナ映像）他出演:芦屋朋美、名倉梨紗、水野優

2009年
- 義母 梨乃（1月1日、溜池ゴロー）
- 大人になったらセンタービレッジ。 for Blu-ray ブルーレイで見ないともったいない！熟女ブーム 最先端BEST12人（1月30日、センタービレッジ）
- 人妻凌辱日記（2月1日、溜池ゴロー）
- 美熟女巨乳倶楽部2（2月1日、NIRVANA）他出演:小林芽衣、大林理恵、神野美緒
- 美熟女24人4時間ボックス（2月5日、タカラ映像）他23名出演
- 友達の姉DXベスト 22人4時間（3月19日、ダイナマイトエンタープライズ）他21名出演
- 続 友達の母親DX Vol.4（3月19日、センタービレッジ）他9名出演
- 教え子の母 総集編2（3月19日、MARIA）他出演:間宮志乃、吉澤レイカ、響鳴音
- 艶熟母 Vol.3（4月2日、センタービレッジ）他多数出演
- 近親相姦ベスト10人 十人十色の背徳艶戯（4月16日、タカラ映像）
- 独占!人の妻ワイドスペシャル もう許してこんなこと…恥ずかしいです（5月18日、アテナ映像）他出演:浅岡沙希、木内江利子、桜井ひとみ
- 奥様欲情日記 奥さん まっ白いスケベ汁が垂れてますよ（7月17日、アテナ映像）他出演:芦屋朋美、名倉梨紗、水野優

2010年
- 小林興業初撮り年鑑 其の壱 8時間2枚組（4月28日、小林興業）他多数出演

2011年
- 関口梨乃コンプリート 4時間（センタービレッジ）